# Alfredo Megido
Alfredo Megido Sánchez (Peñaflor, Sevilla, España, 2 de octubre de 1952) es un exfutbolista español que jugaba como delantero. Fue internacional con la selección española en un encuentro.

## Trayectoria
De padres asturianos, nació en la localidad sevillana de Peñaflor, donde su padre trabajaba en las minas de cobre, si bien al cumplir un año de edad se trasladó al barrio avilesino de Llaranes. Se inició en las categorías inferiores del C. D. Ensidesa, donde llamó la atención a los ojeadores del Real Sporting de Gijón que lo incorporaron para el equipo filial, entonces denominado Club Deportivo Gijón. Cuando aún tenía dieciocho años debutó en Primera División con el primer equipo gijonés donde jugó cuatro temporadas. Durante su etapa en el Sporting, anotó el gol n.º 500 del club en la máxima categoría en un partido contra el Real Madrid C. F. disputado en el estadio Santiago Bernabéu.
Posteriormente, militó en el Granada C. F. durante una temporada, en la que tras el descenso del equipo granadino, jugó con el Real Betis Balompié en dos etapas —en la primera de ellas se proclamó campeón de la Copa del Rey en 1977 en una final frente al Athletic Club—, con un paso intermedio por el Girondins de Burdeos de la Liga francesa. A continuación, fichó por el C. D. Málaga y el Hércules C. F., donde abandonó la práctica del fútbol.

## Selección nacional
Debutó con la selección española el 5 de febrero de 1975, durante un encuentro contra Escocia en el estadio Luis Casanova. Además, logró marcar el único gol de España, que supuso el 1-1 con el que concluyó el partido.

## Clubes
| Club                   | País    | Año       |
| ---------------------- | ------- | --------- |
| C. D. Ensidesa         | España  | 1967-1968 |
| C. D. Gijón            | España  | 1970-1971 |
| Real Sporting de Gijón | España  | 1971-1975 |
| Granada C. F.          | España  | 1975-1976 |
| Real Betis Balompié    | España  | 1976-1977 |
| Girondins de Burdeos   | Francia | 1977-1978 |
| Real Betis Balompié    | España  | 1978-1979 |
| C. D. Málaga           | España  | 1979-1980 |
| Hércules C. F.         | España  | 1980-1983 |

## Palmarés

### Campeonatos nacionales
| Título       | Club                | País   | Año  |
| ------------ | ------------------- | ------ | ---- |
| Copa del Rey | Real Betis Balompié | España | 1977 |